# SNR G1.9+0.3
SNR G1.9+0.3 ist der jüngste bekannte Supernovaüberrest in der Milchstraße. Der Überrest wurde durch Kombinieren der Daten vom Röntgenteleskop Chandra der NASA und von der Radioteleskopanlage Very Large Array (VLA) entdeckt. Die Strahlung der Sternenexplosion hat die Erde vermutlich erst vor etwa 140 Jahren erreicht. Auf Grund der Entfernung von 25.000 Lichtjahren fand die Explosion allerdings vor etwa 25.000 Jahren statt. Vor dieser Entdeckung war Cassiopeia A mit einem Alter von ca. 330 Jahren der jüngste bekannte Supernovaüberrest.

## Entdeckung
SNR G1.9+0.3 wurde 1984 zum ersten Mal als eine starke galaktische (also innerhalb der Milchstraße befindliche) Radioquelle von Astronomen mit dem VLA entdeckt. Im Jahr 2007 wurden mit dem Röntgenteleskop Chandra Bilder des vermuteten Supernovaüberrests gemacht und mit Aufnahmen von 1985 verglichen. Der Größenunterschied machte es den Astronomen möglich, den Zeitpunkt der Supernovaexplosion (ca. 1868 n. Chr. relativ zur Erdzeit) zu ermitteln. Beobachtungen mit dem VLA im Jahr 2008 bestätigten, dass sich SNR G1.9+0.3 mit einer Geschwindigkeit von ca. 56 Millionen Kilometern pro Stunde (reichlich 5 Prozent der Lichtgeschwindigkeit) ausdehnt.
Zur Zeit der Explosion wurde die Supernova nicht visuell von Astronomen gesichtet, da sie sich nahe dem galaktischen Zentrum befindet, und von interstellarem Staub verdunkelt wird. Durch diesen hindurchzusehen, ist Astronomen erst seit dem Aufkommen der Radioastronomie und der Röntgenastronomie möglich.

## Bekanntgabe
Die Entdeckung wurde am 14. Mai 2008 auf einer NASA-Pressekonferenz bekanntgegeben. Vor der Bekanntgabe machte die NASA lediglich Andeutungen, dass sie „die Entdeckung eines Objekts innerhalb unserer Galaxis bekanntgeben würden, nach dem Astronomen seit mehr als 50 Jahren suchten“.